# Clio Goldsmith
Clio Goldsmith (Parigi, 16 giugno 1957) è un'attrice francese.

## Biografia
Il suo esordio nel cinema è avvenuto con il regista Alberto Lattuada, che l'ha diretta in La cicala (1980), in cui interpretava una ragazza libertina e vagabonda; il film lanciò la sua carriera e le regalò una certa notorietà in Italia, dove l'attrice si stabilì per qualche anno.
Il ruolo di donna peccaminosa e fatale le è rimasto nei film successivi: Miele di donna (1981) di Gianfranco Angelucci, La storia vera della signora dalle camelie (1981) di Mauro Bolognini. Nel cinema francese ha iniziato recitando in Plein Sud (1981) di Luc Béraud e Il regalo (1982) di Michel Lang. Nel 1981 e nel 1983 posò per la rivista Playmen. Clio Goldmisth è anche apparsa su una copertina di Postalmarket.
La sua carriera è proseguita per qualche anno con partecipazioni in film prevalentemente italiani e francesi, fino al 1986, quando decise di ritirarsi dal cinema.

## Vita privata
Discendente da un ramo della celebre famiglia Goldsmith, di origine tedesca e naturalizzata in Gran Bretagna e poi in Francia, si è sposata in prime nozze, dal 1982 al 1985, con l'imprenditore Carlo Puri Negri, da cui nel 1982 ha avuto una figlia, la fotografa Talitha Puri Negri.
Dal suo secondo matrimonio, avvenuto nel 1990 con lo scrittore britannico Mark Shand, fratello della regina consorte del Regno Unito Camilla Shand, scomparso nel 2014, è nata una seconda figlia, Ayesha Shand. Dopo alcuni anni vissuti a Roma, la coppia ha divorziato nel 2010. 
Clio Goldsmith vive a Londra con la secondogenita.

## Filmografia
- La cicala, regia di Alberto Lattuada (1980)
- Miele di donna, regia di Gianfranco Angelucci (1981)
- La storia vera della signora dalle camelie, regia di Mauro Bolognini (1981)
- Plein sud, regia di Luc Béraud (1981)
- La caduta degli angeli ribelli, regia di Marco Tullio Giordana (1981)
- La donna giusta, regia di Paul Williams (1982)
- Il grande perdono, regia di Alexandre Arcady (1982)
- Il regalo, regia di Michel Lang (1982)
- ...e la vita continua, regia di Dino Risi – miniserie TV (1984)
- L'étincelle, regia di Michel Lang (1986)

## Doppiatrici
- Vittoria Febbi in La cicala